# Punch-Out!! (Wii)
Punch-Out!! (パンチアウト!!, Panchiauto!!) é um jogo eletrônico de boxe da série Punch-Out!! desenvolvido pela canadense Next Level Games e publicado pela Nintendo para o Wii em 2009.É o quinto e mais recente jogo principal da série Punch-Out!!, e é uma reinicialização da série
O jogo foi desenvolvido por Shigeru Miyamoto e revelado pela primeira vez em 2-10-2008. Little Mac, o personagem principal em Punch-Out!!, é um boxeador que tenta progredir em sua carreira profissional com a ajuda de seu treinador, Doc Louis.
O jogo tem suporte à Wii Balance Board, pode ser jogado com o Wii Remote sozinho ou em conjunto com o Nunchuk e um modo multiplayer está presente.
Uma expansão para o jogo chamada de Doc Louis's Punch-Out!!, que permite lutas com o treinador Doc Louis, foi distribuída exclusivamente para membros do Club Nintendo norte-americano que haviam atingido uma certa quantidade de pontos em julho de 2009.
Após o lançamento, Punch-Out!! recebeu elogios da crítica por sua jogabilidade, gráficos, apresentação, controles e senso de nostalgia, embora algumas críticas tenham sido feitas por seus designs de personagens estereotipados. Também foi um sucesso comercial para a Nintendo, vendendo 1,27 milhão de cópias em todo o mundo, com uma média de 86/100 e de 87,97% no Metacritic e Game Rankings, respectivamente. da Nintendo Power Chris Slate marcou o jogo um 8.5/10 na edição de junho da revista de 2009, elogiando sua semelhança a título de NES do mesmo nome. Slate afirmou: "O pessoal da Next Level Games criaram um título surpreendente que fez os 15 anos desde que Super Punch-Out! Muito a pena." No entanto, ele disse que as novas adições não afetou o jogo. A Game Informer deu Punch-Out! um 9.0/10. IGN Craig Harris deram a este jogo um 8.8/10, citando sua jogabilidade nostálgica.
Sumantra Lahiri de The Escapist também elogiou o seu valor nostálgico, mas sugeriu que os estereótipos exibidos pelos personagens que pareciam inofensivos na versão de 1980 não tinha envelhecido bem quando primeiras atitudes do século 21 em relação a sensibilidade cultural e racial foram tidos em conta.

## Personagens
O protagonista da série é o Boxeador Little Mac, um boxeador a princípio novato, treinado pelo ex-campeão Doc Louis para se tornar o campeão dos maiores circuitos. Mac é o primeiro personagem a ser utilizado pelo jogador, e este em seu circuito enfrenta os mais fortes, habilidosos e também caricatos pugilistas durante sua jornada: